# Pecluma pectinatiformis
Pecluma pectinatiformis là một loài thực vật có mạch trong họ Polypodiaceae. Loài này được (Lindm.) M.G. Price miêu tả khoa học đầu tiên năm 1983.